# Anja Groschopp
Anja Groschopp (geboren am 20. September 1972 in der DDR als Anja Unger) ist eine deutsche ehemalige Handballspielerin.

## Vereinskarriere
Anja Unger begann das Handballspiel beim BSV Sachsen Zwickau, mit dessen A-Jugend sie 1994 Deutsche Jugendmeisterin wurde. Mit dem TV Lützellinden spielte sie in der Bundesliga und wurde mehrfach Deutsche Meisterin. Von Januar 2006 bis 2007 war sie bei TV Mainzlar in der 2. Bundesliga aktiv. Dort riss sie sich 2006 ihr Kreuzband.
Mit dem Team von Lützellinden war sie auch in zahlreichen europäischen Vereinswettbewerben aktiv.

## Nationalmannschaft
Die Teilnehmerin der Junioren-Weltmeisterschaft 1991 stand im Aufgebot der deutschen Nationalmannschaft bei der Weltmeisterschaft 2009.

## Erfolge
- Deutsche Meisterin 1993, 1996, 2000, 2001
- Deutsche Pokalsiegerin 1998, 1999, 2000
- Europapokalsiegerin 1993, 1996

## Sonstiges
Anja Groschopp arbeitet als Lehrerin. Ihre Schwester Carolin Unger spielte ebenfalls Handball beim BSV Sachsen Zwickau.
Sie hat zwei Töchter.